# Asymptotická volnost
Asymptotická volnost je vlastnost některých kalibračních teorií v kvantové teorii pole, která způsobuje, že při zvětšování energetické škály a zmenšování délkové škály interakce mezi částicemi asymptoticky slábnou. (Jiné a možná opačné pojetí je, že při použití S-matice se asymptotická volnost vztahuje na stavy volných částic ve vzdálené minulosti nebo vzdálené budoucnosti.)
Asymptotická volnost je rys kvantové chromodynamiky (QCD), což je kvantová teorie pole popisující jaderné interakce mezi kvarky a gluony, základními složkami jaderné hmoty. Při vysokých energiích kvarky interagují slabě, což umožňuje perturbační výpočty. Při nízkých energiích interakce zesiluje a způsobuje barevné uvěznění kvarků a gluonů v hadronech.
Asymptotickou volnost kvantové chromodynamiky objevil v roce 1973 David Jonathan Gross a Frank Wilczek,
a nezávisle na nich v témže roce Hugh David Politzer.
Za tuto práci obdrželi všechni tři v roce 2004 Nobelovu cenu za fyziku.

## Objev
Asymptotickou volnost kvantové chromodynamiky objevil v roce 1973 David Gross a Frank Wilczek, a nezávisle na nich v témže roce David Politzer. Stejný jev pozorovali v roce 1965 (v kvantové elektrodynamice s nabitým vektorovým polem) V. S. Vanyashin a M.V. Terent'ev, v roce 1969 (v Yangově–Millsově teorii) Josif Bencionovič Chriplovič (přepisováno též Iosif Khriplovich) a v roce 1972 Gerardus 't Hooft, ale její fyzikální význam nebyl doceněn až do vydání práce Grosse, Wilczeka a Politzera, která byla oceněna Nobelovou cenou za fyziku za rok 2004.
Objev byl důležitý pro „rehabilitaci“ kvantové teorie pole. Před rokem 1973 mělo mnoho teoretiků podezření, že teorie pole je zásadně nekonzistentní, protože interakce se stávají nekonečně silnými na krátkých vzdálenostech. Tento jev se obvykle nazývá Landauův pól, a vyplývá z něj existence nejmenší délkové škály, kterou teorie může popsat. Tento problém byl objeven v teoriích pole interagujících skalárů a spinorů, včetně kvantové elektrodynamiky (QED), a Lehmannovy pozitivity, a vedl mnohé k podezření, že je nevyhnutelným.
V asymptoticky volných teoriích interakce na velmi krátkých vzdálenostech slábnou, takže Landauův pól neexistuje. Předpokládá se, že tyto kvantové teorie pole jsou úplně konzistentní na libovolně malé délkové škále.
Standardní model není asymptoticky volný, má Landauův pól, což je problém při uvažování Higgsova bosonu. Pro omezení nebo předpověď parametrů např. hmotnosti Higgsova bosonu může být použita kvantová trivialita. Ta vede k předpovědím Higgsovy hmotnosti v asymptoticky bezpečných scénářích. V jiných scénářích jsou interakce tak slabé, že na vzdálenostech kratších než je Planckova délka se objevují různé nekonzistence.

## Stínění a antistínění

Stínění náboje v QED

Změny fyzikální vazebné konstanty při změně škály lze chápat kvalitativně tak, jako že pocházejí z akce pole na virtuální částice nesoucí příslušný náboj. Chování Landauova pólu v kvantové elektrodynamice (QED, týkající se kvantové triviality) je důsledkem stínění virtuálními nabitými páry částice–antičástice, jakými jsou např. elektron–pozitronové páry, ve vakuu. V blízkosti náboje se vakuum stává polarizovaným: virtuální částice s opačným nábojem jsou k náboji přitahovány, a virtuální částice se stejným nábojem jsou odpuzovány. Výsledkem je částečné vyrušení pole v nějaké konečné vzdálenosti. Pokud bychom se přibližovali k centrálnímu náboji, bylo by možné zaznamenat zmenšování vlivu vakua, a efektivní zvětšování náboje.
V kvantové chromodynamice se totéž děje s virtuálními páry kvarků a antikvarků, které mají tendenci projevovat barevný náboj. V případě kvantové chromodynamiky však její částice zodpovědné za přenos síly – gluony – samy nesou barevný náboj. Každý gluon nese jak barevný náboj tak antibarevný magnetický moment. Čistým vlivem polarizace virtuálních gluonů ve vakuu není stínění pole, ale jeho zesílení a změna jeho barvy. To se někdy nazývá antistínění. Přiblížením ke kvarku se vliv antistínění okolních virtuálních gluonů zmenšuje, takže příspěvkem tohoto vlivu by bylo zeslabení efektivního náboje s klesající vzdáleností.
Virtuální kvarky a virtuální gluony přispívají opačnými efekty, a to, který vliv převládne, závisí na počtu vůní kvarků. Pro standardní QCD se třemi barvami, pokud neexistuje více než 16 vůní kvarků (nepočítaje antikvarky), antistínění převažuje, a teorie je asymptoticky volná. Ve skutečnosti je známo pouze 6 vůní kvarků.

## Výpočet asymptotické volnosti
Asymptotickou volnost lze odvodit pomocí výpočtu beta-funkce popisující odchylky vazebné konstanty dané teorie v rámci renormalizační grupy. Pro dostatečně krátké vzdálenosti nebo velké výměny hybnosti (které sondují chování na krátkou vzdálenost, zhruba kvůli platnosti inverzního vztahu mezi kvantovou hybností a De Broglieho vlnovou délkou), jde o asymptoticky volnou teorii podléhající výpočtům perturbační teorie pomocí Feynmanových diagramů. Takové situace jsou proto teoreticky proveditelnější než dálkové chování se silnou vazbou také často přítomné v takových teoriích, což vede k barevnému uvěznění kvarků.
Pro výpočet beta-funkce je třeba vyhodnotit Feynmanovy diagramy přispívající k interakci kvarků emitujících nebo absorbujících gluon. Beta-funkce v podstatě popisuje, jak se mění vazebné konstanty, když měníme měřítko systému {\displaystyle x\rightarrow bx}. Výpočet lze provést změnou měřítka v prostoru poloh nebo v prostoru hybností (integrace obálky hybností). V neabelovské kalibrační teorii jako je např. kvantová chromodynamika závisí existence asymptotické volnosti na kalibrační grupě a počtu vůní interagujících částic. Pro nejnižší netriviální řád je beta-funkce v kalibrační teorii SU(N) s {\displaystyle n_{f}} druhy kvarků
{\displaystyle \beta _{1}(\alpha )={\alpha ^{2} \over \pi }\left(-{11N \over 6}+{n_{f} \over 3}\right)}
kde {\displaystyle \alpha } je ekvivalent konstanty jemné struktury dané teorie, {\displaystyle g^{2}/(4\pi )} v jednotkách upřednostňovaných částicovými fyziky. Je-li hodnota této funkce záporná, teorie je asymptoticky volná. Pro SU(3) máme {\displaystyle N=3,}
a požadavek, aby {\displaystyle \beta _{1}<0} dává
{\displaystyle n_{f}<{33 \over 2}.}
Tedy pro kalibrační grupu barevného náboje kvantové chromodynamiky, grupu SU(3), je teorie asymptoticky volná, pokud existuje 16 nebo méně vůní kvarků.
Kromě kvantové chromodynamiky může být asymptotická volnost pozorována i v jiných systémech jako je nelineární {\displaystyle \sigma }-model ve 2 rozměrech, který má strukturu podobnou SU(N) invariantní Yangově–Millsově teorii ve 4 rozměrech.
Nakonec můžeme najít teorie, které jsou asymptoticky volné a pro dostatečně nízké energie redukovatelné na kompletní Standardní model elektromagnetické, slabé a silné interakce.